# 통일의 길
《통일의 길》은 EBS 1TV에서 목요일 새벽 5시 30분에 방송하는 통일 프로그램이다.